# Pleurogonium spinossimum
Pleurogonium spinossimum is een pissebeddensoort uit de familie van de Paramunnidae.